# Abashiri (jezioro)
Jezioro Abashiri (jap. 網走湖 Abashiri-ko) – jezioro w pobliżu miasta Abashiri na terenie Parku Narodowego Abashiri w Japonii. Jezioro zamarza od grudnia do kwietnia, pokrywa lodu dochodzi do metra grubości. Na jeziorze Abashiri rozwinęło się rybołówstwo.